# 馬馬河
馬馬河是俄羅斯的河流，屬於維季姆河的左支流，位於伊爾庫茨克州和布里亞特共和國，河道全長406公里，流域面積約18,900平方公里，河水主要來自雨水，支流有孔庫傑拉河。